# Colin Campbell (Fußballspieler)
Colin Lazonby Campbell Lazonby (* 20. Februar 1883 in Buenos Aires; † 21. Mai 1972 ebenda) war ein argentinisch-chilenischer Fußballspieler. Der Stürmer absolvierte ein Länderspiel für Argentinien und vier Länderspiele für Chile, für das er das zweite Länderspieltor in der Historie der La Roja erzielte.

## Vereinskarriere
Colin Campbell, Sohn eines englischen Schiffskapitäns, wurde in Buenos Aires geboren. Nach der Schulzeit in Southport kehrte Campbell nach Argentinien zurück und entdeckte seine Leidenschaft für den Fußball. Er spielte für Estudiantes de La Plata. Später ließ er sich in Chile nieder und spielte für den Santiago National FC. Seine beiden Söhne Donald und Ian waren wichtige Treiber für den chilenischen Rugby. Sein Sohn Donald starb 1944 im Zweiten Weltkrieg.

## Nationalmannschaft
Colin Campbell absolvierte 1907 für Argentinien ein Länderspiel. 1910 absolvierte der Angreifer vier weitere Länderspiele für das Nachbarland Chile. Dort debütierte er beim ersten Länderspiel der Historie Chiles am 27. Mai 1910, das mit 1:3 gegen Argentinien verloren ging. Bei der Copa Centenario Revolución de Mayo in Buenos Aires erzielte der Offensivspieler bei der 1:5-Niederlage gegen Gastgeber Argentinien den einzigen Treffer. Campbell ist somit nach Frank Simmons der zweite chilenische Torschütze in der Länderspielhistorie. Insgesamt absolvierte Colin Campbell vier Länderspiele für Chile, darunter drei Partien gegen sein Geburtsland Argentinien.

## Erfolge
- Copa Sporting: 1906
- Liga de Valparaíso: 1906